# REC 4: Apocalipsis
[•REC]⁴: Apocalipsis es una película de horror coescrita y dirigida por Jaume Balagueró. Es la cuarta entrega de la película española [REC] y de la saga, [•REC], siendo la secuela de [•REC]² (2009) ya que se retoma como escenario, el edificio declarado en cuarentena, en Barcelona, y [•REC]³: Genesis, ya que uno de los personajes es una invitada de la boda que pudo sobrevivir.  Está dirigida en solitario por Jaume Balagueró. Se estrenó el 31 de octubre de 2014 en España, aunque se proyectó por primera vez unas semanas antes en el Festival de Cine de Sitges.
Tiene como protagonista principal a Manuela Velasco, de vuelta como la reportera en anteriores entregas ([REC] y [REC]²), encarnando el personaje de Ángela Vidal.

## Argumento
La película comienza con una secuencia de una unidad del Ejército de Tierra de España colocando cargas de demolición por el edificio y buscando a la reportera y única superviviente dentro, Ángela Vidal. En el transcurso se encuentran a los infectados Manu y César, quienes atacan a 2 de ellos, a Jesús y al capitán Costa, que terminan infectados, siendo estos asesinados por los otros dos soldados: Guzmán y Lucas. El primero de ellos encuentra a Ángela, y Lucas mientras extrae una muestra de sangre.
Después de ser trasladados al barco petrolero, el "Zaratustra" frente a las costas canarias (no se muestra secuencia), aparece Ángela en un camarote donde un asistente está realizando pruebas en ella. Este le pregunta si recuerda algo y ella le contesta que no. El asistente toma una muestra de sangre para asegurarse de que está libre del virus. Mientras tanto, Guzmán se despierta y encuentra una anciana que está preguntando acerca de la boda, revelando que ella fue uno de los dos únicos supervivientes de lo ocurrido en la tercera película (siendo el otro el padre Lozada, quien fue trasladado a un monasterio). También se encuentra con su compañero, Lucas, que estaba ayudando con el rescate de Ángela. De vuelta en el laboratorio, Ángela intenta escapar y se encuentra con Guzmán.Justo cuando son detenidos, Ricarte y los soldados llegan y les dicen que la situación está bajo control, al parecer, Ángela está libre del virus según las pruebas. Después Guzmán quiere saber más información sobre donde está y le presentan al capitán Ortega, que está haciendo su último viaje y Nick, quien está a cargo de los asuntos técnicos. Nick se encarga también de recuperar la cinta de la cámara de Ángela. Guzmán observa que Nick ha hackeado las cámaras de seguridad y controla los científicos y el laboratorio. Guzmán le pregunta si sabe el código para el laboratorio. Más tarde, por la noche, se produce un apagón. Guzmán encuentra a Ángela caminando en los pasillos del barco. Ella reconoce haberse asustado y Guzmán mantiene su secreto.
A la tarde siguiente, Guzmán le presenta Ángela a Nick, que es un gran fan de ella. Él le muestra la cinta y Ángela comienza a recordar a la niña Medeiros. Después de haber explorado por completo, Nick envía el archivo a los laboratorios. Ricarte y su equipo descubren que algo se escapó durante el apagón, pero Ricarte descubre que alguien le soltó. Mientras tanto, el cocinero del barco es atacado por un mono infectado (refiriéndose a la cosa de la que Ricarte estaba hablando). Se las arregla para matar a la criatura y sin querer rocía la sangre por todo el alimento, además de ser mordido. Goro viene a comprobar si está la comida pero cuando el cocinero no responde, el soldado se lleva la comida a la cafetería. La anciana quiere comer algo más apropiado para ella y Lucas va a hablar con el cocinero, quien lo ataca. Lucas logra encerrarlo en el congelador. Ricarte llega diciendo que ha hecho un antídoto y lo utiliza en el cocinero, sin embargo, este no muestra signos de remisión, alarmando a Ricarte. Ángela, Guzmán, Lucas y a la señora mayor se les informa de la situación. Ricarte revela que no hay comunicación con el exterior. Con la llegada de una tormenta, las cosas se ponen fuera de control y la mayor parte de la tripulación se infecta.
Ángela, Guzmán y el resto son atacados por los infectados y durante el caos, la anciana se pierde. Lucas decide ir a buscarla mientras Ángela y Guzmán llegan hasta la cubierta superior, donde se encuentra Nick. Más tarde, son emboscados por Ricarte e intentan extraer el parásito pero Ángela se las arregla para escapar. Persiguen a Ángela bajo la nave, pero son emboscados por soldados más infectados. Ricarte sella a sí mismo lejos pero es atacado por Ángela que le muerde, diciéndole que escanee su sangre y pruebe que ella no tiene el parásito en su interior. Ricarte demuestra su teoría cuando su análisis es negativo. Guzmán llega para ayudar a Ángela. Ricarte está convencido de que ella no tiene el parásito.
Guzmán entonces cuestiona a Ángela, pero esta lo cuestiona a él, revelándose que Ángela logró pasar el parásito a Guzmán durante su rescate. Guzmán atrapa a Ángela a continuación.
Lucas es asesinado y Nick intenta encontrar a Ángela. Él se encuentra con Ricarte, que tiene un bote salvavidas inflable y le ofrece escapar con él, viendo además el motor para bote que Nick lleva como arma. Nick lo noquea y reanuda la búsqueda de Ángela. Ella se encuentra con Nick y ambos matan a los monos con el motor. A continuación, se esconden en una habitación, pero son atacados por Guzmán. Poseído por el parásito, Guzmán intenta reinsertar el parásito en Ángela para librarse de este y poder escapar, pero Nick ataca a Guzmán. Ángela y Nick logran escapar en un bote y en ese momento el barco estalla. Al final, se muestra una secuencia en la que el parásito, que sobrevivió a la explosión, se encuentra suelto en el océano, este entra en la boca de una barracuda dándose a entender que el virus sigue vivo, desconociendo su destino.
En el epílogo, vemos a Ángela y a Nick en un taxi que los lleva a cualquier parte y el conductor dice, "Menuda fiesta eh".

## Producción
El guion estuvo a cargo de Jaume Balagueró y Manu Díez. El rodaje empezó el 13 de julio de 2013, que se prolongó durante siete semanas, entre Gran Canaria y Barcelona. El edificio infectado se llenaba nuevamente de cámaras y de profesionales que pondrían el punto final a una saga que ha marcado un punto de inflexión en la historia del cine de terror español.
La nueva entrega aprovecha el cambio de formato visto en [REC]³: Génesis, dejando atrás la cámara en mano. Una de las prioridades es regresar al terror más puro y salvaje de la original y al mismo tiempo dar respuestas a las incógnitas de la saga, a la vez se dejarán intrigas para dejar con incertidumbre al espectador. 
Jaime Balagueró confirmó que en esta película habrá mucho rojo y mucho azul, refiriéndose a que habrá sangre y agua a montón. [REC]⁴ : Apocalipsis contará en un principio con un nuevo sistema de sonido envolvente en 3D desarrollado por IMM Sound, que permitirá involucrar al espectador aún más en la historia.

## Reparto
- Manuela Velasco como Ángela Vidal.
- Paco Manzanedo como Guzmán.
- Críspulo Cabezas como Lucas.
- Ismael Fritschi como Nic.
- Paco Obregón como Dr. Ginard.
- Héctor Colomé como Dr. Eduardo Ricarte.
- María Alfonsa Rosso como la Anciana.
- Cristian Aquino como Edwin.
- Carlos Zabala como Goro.
- Mariano Venancio como Capitán Ortega.
- Emilio Buale como Asamoah